# 마왕 이브로기아에게 몸을 바쳐라
《마왕 이브로기아에게 몸을 바쳐라》(魔王イブロギアに身を捧げよ)는 카지와라 이오가 원작한 일본의 성인 만화이다. 2020년 4월 16일부터 ComicFesta로부터 「BL 스크리모」 레이블에서 발간되었다.

## 줄거리
사회의 망나니였던 우시가시라 토시아키(고즈)는 쏘아 죽여 게임의 세계로 환생한다. 그곳이 게임의 세계이며 자신이 마왕 이브로기아(이브)를 암살하는 역임을 깨달은 고즈는 이브에게 구애를 하며 함께 세계 정복을 노린다.

## TV 애니메이션
AnimeFesta 오리지널의 일환으로 2021년 10월부터 11월까지 도쿄 MX에서 5분간의 단편 애니메이션로서 방송되었다. 다른 AnimeFesta와 마찬가지로 통상판과 연령 제한이 있는 완전판이 존재하며 완전판은 AnimeFesta 오리지널 독점 착신된다.